# Bulgari (okręg Sălaj)
Bulgari – wieś w Rumunii, w okręgu Sălaj, w gminie Sălățig. W 2011 roku liczyła 243 mieszkańców.